# Чапаевское (Карачаево-Черкесия)
Чапа́евское (карач.-балк. Чапаев) — село в Прикубанском районе Карачаево-Черкесии, Россия. 
Образует муниципальное образование Чапаевское сельское поселение как единственный населённый пункт в его составе.

## География
Село расположено на правом берегу Кубани, при впадении в неё правых притоков — Абазинки, Овечки и Жмурки. В южной части село непосредственно граничит с городом Черкесском. По южной и западной окраине проходит линия железной дороги от Черкесска, уходя затем на левый берег Кубани (остановочный пункт Псыж и далее к Невинномысской). На противоположном берегу реки, северо-западнее и западнее Чапаевского, находится село Садовое.
Основная часть села стоит в низменной пойме реки, ограниченной с востока возвышенным берегом. К югу участок поймы существенно расширяется (здесь на широкой равнине расположился Черкесск), к северу — сужается, за устьем Жмурки возвышенный берег почти вплотную подходит к реке. В этом месте на правобережье Кубани находится небольшой удалённый микрорайон Чапаевского размером в 3 улицы — ровно напротив села Садового, расположенного на левом берегу. Левый берег здесь и южнее порос лесом, в остальном крупная растительность в окрестностях села Чапаевского отсутствует.

## Население
| 2002  | 2010  | 2012  | 2013  | 2014  | 2015  | 2016  |
| ----- | ----- | ----- | ----- | ----- | ----- | ----- |
| 4552  | ↗5154 | ↘5152 | ↗5244 | ↗5319 | ↗5367 | ↗5433 |
| 2017  | 2018  | 2019  | 2020  | 2021  | 2023  | 2024  |
| ↗5463 | ↗5478 | ↗5483 | ↗5569 | ↘5458 | ↗5483 | ↗5549 |
| 2025  |       |       |       |       |       |       |
| ↗5632 |       |       |       |       |       |       |

Национальный состав по переписи 2002 года:
- карачаевцы — 4 336 чел. (95,3 %),
- русские — 140 чел. (3,1 %),
- другие национальности — 76 чел. (1,6 %).

Национальный состав по переписи 2010 года:
- карачаевцы — 4 924 чел.,
- русские — 113 чел.,
- не указали — 42 чел.,
- другие национальности[21] — 69 чел.

## Улицы
- Дружбы
- Крайняя
- Молодёжная
- Набережная
- Нарзанная
- Новая
- Октябрьская
- Подгорная
- Полевая
- Прикубанская
- Центральная[22]

## Инфраструктура
- Библиотека
- Дом культуры
- Средняя общеобразовательная школа
- Детско-юношеская спортивная школа единоборств
- Врачебная амбулатория
- Отделение почтовой связи[23]

## Мемориалы
- Памятник погибшим в Великой Отечественной войне жителям села Чапаевское и аула Мара, открытый в 1985 году, в честь 40-летия Победы в войне[24].
- Братская могила советских солдат, погибших в ходе освобождения Северного Кавказа от немецких войск во время Великой Отечественной войны: командира 1161-го стрелкового полка 351-й дивизии майора Хоботина Андрея Алексеевича, рядового Салло Николая Николаевича и 26 неизвестных воинов, жителей города Черкесска, павших в бою десанта 351-й стрелковой дивизии с немцами в северных предместьях Черкесска в январе 1943 года[25]. Нынешний памятник установлен над братской могилой в 1964 году[26].

## Известные жители
- Хачиров, Исмаил Азретович — многолетний председатель колхоза «Родина» села Чапаевское, народный депутат СССР.